# Solomon Grundy (DC Comics)
Pour les articles homonymes, voir Solomon Grundy (homonymie).
Solomon Grundy est un personnage de fiction, un super-zombie dans DC comics, créé par Alfred Bester. Il est inspiré d'un personnage de James Halliwell dont une comptine résume la vie en une semaine.
Il est d'abord apparu dans All-American Comics n°61 (octobre 1944). Nommé d'après la comptine d'enfant du XIXe siècle, il est un ennemi du justicier Green Lantern (particulièrement la première Lanterne Verte, Alan Scott). Il a aussi été un ennemi récurrent de Superman et de Batman. Il a aussi des liens importants avec le personnage de Swamp Thing (dans la gamme Vertigo de DC Comics), notamment dans l'histoire La Créature des marais (#66, novembre 1987).

## Biographie du personnage
À la fin du XIXe siècle, Cyrus Gold, un  ancien marchand, a été assassiné et jeté dans les marécages. Ses restes n'ont jamais été trouvés. Avec le temps, des dépôts organiques se sont amassés autour de son corps et mystérieusement, 100 ans plus tard, ils prirent vie. Peut-être est-ce dû aux déchets toxiques déposés régulièrement par les entreprises du coin à cet endroit ou au fait que ce marécage fut un lieu de pratique vaudou. Toujours est-il que la créature mort-vivante s'extirpa du marais et poursuivit son chemin.
Lors de son retour à la vie, il se rappelait seulement qu'il était né un lundi, comme le personnage de la comptine. Avec une mémoire limitée de son existence précédente, le monstre du marais trouva son chemin dans un camp de clochards, après avoir volé leurs vêtements à une paire de criminels évadés. Quand on lui demanda son nom, il répondit qu'il n'en avait pas, mais qu'il était né un lundi. Depuis lors il était connu en tant que Solomon Grundy, du nom du personnage de la comptine né lui aussi un lundi.
Il a combattu Green Lantern (Hal Jordan), Superman, Batman et la Société de justice d'Amérique à plusieurs occasions et est responsable de la mort du premier Star-Spangled Kid (héros de l'âge d'or).
On le voit lors d'Infinite Crisis au cœur de la bataille de Metropolis, essuyant des tirs. Par la suite, Grundy est réapparu sous une forme plus intelligente comme manipulant le Professeur Ivo en vue d'acquérir l'immortalité en investissant le corps de l'androïde Red Tornado pourvu de la tête d'Amazo (un autre androïde). À cette occasion, il blessa très grièvement l'élémental qui habitait l'androïde. Celui-ci déclencha alors une gigantesque tornade qui déchiqueta le zombie.
Dans Batman: Gotham by Gaslight, il est un homologue prisonnier, mais pas en zombie.

### Comptine de Solomon Grundy
Solomon Grundy,
Né un lundi,
Baptisé un mardi,
Marié un mercredi,
Malade un jeudi,
À l'agonie un vendredi,
Mort un samedi,
Enterré un dimanche.
Voilà la vie de
Solomon Grundy

## Adaptations à d'autres médias

### Films d'animation
- 2021 : Batman: The Long Halloween
- 2023 : Scooby Doo! et Krypto aussi ! (Scooby-Doo! and Krypto too !) de Cecilia Aranovich, (initialement prévu puis annulé pour cause de restriction budgétaire, il fuite quand même dans sa version finale entièrement sur internet et sort finalement en octobre 2023)

### Télévision
- Solomon Grundy apparaît dans La Ligue des justiciers et Batman : L'Alliance des héros.
- Il apparaît aux côtés de la Ligue du Mal dans l'épisode 2 de la saison 7 de South Park, Les Gangs de Denver
- Il fait une courte apparition dans le film d'animation Superman/Batman: Ennemis publics où  il est contrôlé mentalement par Gorilla Grodd afin de tuer Batman, mais il est facilement vaincu par le Chevalier noir.
- Il apparaît comme première réussite de l'injection de Mirakuru par Brother Blood dans les épisodes 7 à 9 saison 2 de la série Arrow.
- Dans la saison 3 de Gotham, il est révélé que le véritable nom de Butch Gilzean est Cyrus Gold. Il réapparaît sous les traits de Solomon Grundy dans l'épisode 5 de la saison 4 ("The Blade's Path") après que son corps ait été jeté dans un marais pollué par des produits chimiques.
- Il apparaît dans la série Stargirl.

### Jeux vidéo
- Solomon Grundy apparaît dans DC Universe Online
- Dans Batman: Arkham City, Solomon Grundy est découvert par le Pingouin dans les sous-sols de son salon de l'Iceberg. Lors de la confrontation contre Batman, le Pingouin réveille Solomon pour essayer de vaincre le Chevalier noir. Avant le combat, le super-zombie récite quelques lignes de la comptine originale.
- Dans Batman Arkham Origins Blackgate sur Nintendo 3DS et PlayStation Vita, Solomon Grundy apparait en tant que boss.
- Dans Batman: Arkham Knight, plusieurs easter eggs font référence à lui.
- Solomon Grundy apparaît dans Injustice : Les Dieux sont parmi nous.
- Dans Lego Batman 3 : Au-delà de Gotham, il accompagne Lex Luthor, Firefly, Killer Croc, le Joker et Cheetah, comme dans Lego DC Super-Villains